# Secotium
Secotium T.J. Baroni & Lodge – rodzaj grzybów z rzędu pieczarkowców (Agaricales). W Polsce brak przedstawicieli tego rodzaju.

## Charakterystyka
Secotium to szeroko rozpowszechniony rodzaj, którego gatunki występują głównie w ciepłych i suchych regionach. Należące do niego gatunki są blisko spokrewnione z grzybami rodzaju Agaricus (pieczarka), ale ich owocniki nie otwierają się w zwykły sposób; dało to początek określeniu grzyby sekotioidalne. Tworzą one ewolucyjne ogniwo między grzybami o owocnikach otwartych (hymenomycetes) a grzybami o owocnikach zamkniętych (wnętrzniakami).

## Systematyka i nazewnictwo
Pozycja w klasyfikacji według Index Fungorum: Incertae sedis, Agaricales, Agaricomycetidae, Agaricomycetes, Agaricomycotina, Basidiomycota, Fungi.
Rodzaj utworzył w 1840 r. Kunze. Synonim: Artymenium Berk. ex E. Fisch. 1933.
Niektóre gatunki:
- Secotium coarctatum Berk. 1845
- Secotium gueinzii Kunze 1840,
- Secotium warnei (Peck) Peck 1882

Wykaz gatunków i nazwy naukowe na podstawie Index Fungorum.